# Neoregelia crispata
Neoregelia crispata är en gräsväxtart som beskrevs av Elton Martinez Carvalho Leme. Neoregelia crispata ingår i släktet Neoregelia och familjen Bromeliaceae. Inga underarter finns listade i Catalogue of Life.